# 约翰·蒙福特·邓恩
约翰·蒙福特·邓恩（1940年9月9日—）是一位英国政治学家，毕业于温彻斯特公学，剑桥大学国王学院榮譽退休教授，专攻现代政治理论，主要作品有入选牛津通识读本的《洛克》（Locke）等。